# ずばり!横濱
『ずばり!横濱』（ずばりよこはま）は、2010年1月2日より2013年3月30日までtvk（テレビ神奈川）で放送されていた横浜市の情報番組。主に横浜市の広報活動を目的とした番組である。略称は『ZUBA YOKO（ずばよこ）』。
2009年12月26日まで同時間帯で放送されていた『Hi!横濱編集局（ハマヘン）』の後継番組。放送時間は毎週土曜日18:00-18:30（JST）。スタジオ収録部分のみハイビジョン制作。
横浜市長の林文子も毎月最終週に出演。
2010年4月からレポーターを大幅に増員した。
2013年4月より後継番組として『ハマナビ』がスタートした。

## 出演者
「★」は前番組（『ハマヘン』）から継続して出演していた出演者。宮内リポーター以外は当番組の末期まで出演した。
- ★蒲田健：司会
- ★佐藤亜樹：アシスタント（tvkアナウンサー）
- ヴェートーベン：リポーター
  - ★TAKASHI（当番組では『ハマヘン』に続いて一貫して本名・旧芸名である「久保隆司」名義で出演）
  - 青井貴治（2010年4月3日放送分より出演）
- 大住真梨子：リポーター
- 鈴木沙和子：リポーター（2010年4月以降の放送から登場）
- 都築紗矢香：リポーター（2010年4月以降の放送から登場）
- 桐島瑞希：リポーター（2010年5月8日放送分より出演）
- 岩崎里衣：リポーター（2010年4月以降の放送から登場）
- ★宮内亜弥子：リポーター（2010年3月28日放送分をもって降板。当日の放送で産休入りを示唆する挨拶を述べて番組を去った）

## 同様の番組
- LOVEかわさき - 川崎市の広報番組
- カナフルTV（前身はTRY!神奈川→コンシェルジュ神奈川 ） - 神奈川県の広報番組
- YOKOHAMA AROUND - fm yokohamaで放送されている横浜市の広報番組